# Nikki Giovanni
Yolande Cornelia «Nikki» Giovanni Jr.  (Knoxville, Tennessee; 7 de junio de 1943-Blacksburg, Virginia; 9 de diciembre de 2024) fue una poetisa, escritora, comentarista, activista y educadora estadounidense. Una de las poetas afroamericanas más conocidas del mundo, su obra incluye antologías de poesía, grabaciones de poesía y ensayos de no ficción, además de cubrir temas que van desde la raza y las cuestiones sociales hasta la literatura infantil. Ganó numerosos premios, entre ellos la Medalla Langston Hughes y el Premio de Imagen NAACP. Fue nominada a un premio Grammy en 2004 por su álbum de poesía, The Nikki Giovanni Poetry Collection. Además, fue nombrada como una de las veinticinco «leyendas vivientes» de Oprah Winfrey. Giovanni fue miembro del Colectivo de Escritoras de Wintergreen.

## Carrera literaria
Giovanni ganó fama inicial a finales de la década de 1960 como uno de los principales autores del Movimiento de las Artes Negras. Influenciada por el Movimiento por los Derechos Civiles y el Movimiento del Poder Negro de la época, sus primeros trabajos ofrecen una perspectiva afroamericana fuerte y militante, lo que llevó a un escritor a apodarla la «Poetisa de la Revolución Negra». Durante la década de 1970, comenzó a escribir literatura infantil y cofundó una empresa editorial, NikTom Ltd, para ofrecer un medio de expresión a otras escritoras afroamericanas. Durante las décadas siguientes, sus obras abordaron cuestiones sociales, relaciones humanas y hip hop. Poemas como "Knoxville, Tennessee" y "Nikki-Rosa" han sido reeditados con frecuencia en antologías y otras colecciones.
Ha recibido numerosos premios y posee 27 títulos honoríficos de varios colegios y universidades. También le dieron la llave de más de dos docenas de ciudades. Fue honrada con el premio NAACP Image Award siete veces. Uno de sus honores más singulares fue que una especie de murciélago de América del Sur, Micronycteris giovanniae, llevara su nombre en 2007.
Giovanni estaba orgullosa de sus raíces apalaches y trabajó para cambiar la forma en que el mundo ve a los apalaches y a los afrilachianos.
Giovanni enseñó en Queens College, Rutgers y Ohio State, y fue profesora universitaria distinguida en Virginia Tech hasta el 1 de septiembre de 2022. Después de la masacre de Virginia Tech en 2007, recitó un poema-cántico en un acto en memoria de las víctimas del tiroteo.

## Obras

### Colecciones poéticas
- Black Feeling, Black Talk (1968)[5]
- Black Judgement (1968)[6]
- Re: Creation (1970)[6]
- Black Feeling, Black Talk/Black Judgement (contains Black Feeling, Black Talk and Black Judgement) (1970)[6]
- My House (1972)[6]
- The Women and The Men (1975)[7]
- Cotton Candy on a Rainy Day (1978)[6]
- Woman (1978)
- Those Who Ride The Night Winds (1983)[6]
- Knoxville, Tennessee (1994)[6]
- The Selected Poems of Nikki Giovanni (1996)[8]
- Love Poems (1997)[6]
- Blues: For All the Changes (1999)[9]
- Quilting the Black-Eyed Pea: Poems and Not Quite Poems (2002)
- The Prosaic Soul of Nikki Giovanni (2003)
- The Collected Poetry of Nikki Giovanni: 1968-1998 (2003)[6]
- Acolytes (2007)
- Bicycles: Love Poems (2009) (William Morrow)[6]
- 100 Best African American Poems (2010) [editor] (Sourcebooks MediaFusion)[6]
- Chasing Utopia: A Hybrid (2013) (HarperCollins)[6]
- A Good Cry: What We Learn From Tears and Laughter (2017) (William Morrow)
- Make Me Rain (2020)

### Libros infantiles
- Spin a Soft Black Song (1971)[6]
- Ego-Tripping and Other Poems For Young People (1973)[6]
- Vacation Time: Poems for Children (1980)[6]
- Ego-Tripping and Other Poems for Young People Revised Edition (1993)
  - The Genie in The Jar (1996)
- The Sun Is So Quiet (1996)[6]
- The Girls in the Circle (Just for You!) (2004)
- Rosa* (2005)
- Poetry Speaks to Children: A Celebration of Poetry with a Beat (2005) [advisory editor] (Sourcebooks)
- Lincoln and Douglass: An American Friendship  (2008)[6]
- Hip Hop Speaks to Children: A Celebration of Poetry with a Beat (2008) (Sourcebooks)
- The Grasshopper's Song: An Aesop's Fable  (2008)
- I Am Loved (2018)
- A Library (2022) Ilustrado por Erin K. Robinson

### Discografía
- Truth Is On Its Way (Right-On Records, 1971)[10]
- Like a Ripple on a Pond (Niktom, 1973)
- The Way I Feel (Niktom, 1975)
- The Reason I Like Chocolate (Folkways Records, 1976)[10]
- Legacies: The Poetry of Nikki Giovanni (Folkways, 1976)[10]
- Cotton Candy on a Rainy Day (Folkways, 1978)[10]
- Nikki Giovanni and the New York Community Choir* (Collectibles, 1993)[10]
- Every Tone A Testimony (Smithsonian Folkways, 2001)[10]
- The Nikki Giovanni Poetry Collection (2002)[10]
- The Gospel According To Nikki Giovanni (Solid Jackson, 2022) con Javon Jackson

### Otros
- (Edición) Night Comes Softly: An Anthology of Black Female Voices, Medic Press (1970)[11]
- Gemini: An Extended Autobiographical Statement on My First Twenty-five Years of Being a Black Poet (1971)[12]
- A Dialogue with James Baldwin (1973)[13]
- (With Margaret Walker) A Poetic Equation: Conversations between Nikki Giovanni and Margaret Walker (1974)[14]
- (Author of introduction) Adele Sebastian: Intro to Fine (poems), Woman in the Moon (1985)[15]
- Sacred Cows ... and Other Edibles (ensayos) (1988)[16]
- (Edición, con C. Dennison) Appalachian Elders: A Warm Hearth Sampler (1991)[17]
- (Author of foreword) The Abandoned Baobob: The Autobiography of a Woman (1991)
- Racism 101* (ensayos, 1994)
- (Edición) Grand Mothers: Poems, Reminiscences, and Short Stories about the Keepers of Our Traditions (1994)[18]
- (Edición) Shimmy Shimmy Shimmy Like My Sister Kate: Looking at the Harlem Renaissance through Poems (1995)
- (Edición) 100 Best African American Poems (2010)[19]
- (Epílogo) Continuum: New and Selected Poems by Mari Evans (2012)
- (Prólogo) Heav'nly Tidings From the Afric Muse: The Grace and Genius of Phillis Wheatley by Richard Kigel (2017)(Foreword)
- (Invitada) Artemis 2017 (Academic Journal of southwest Virginia) (2017)[20]
- (Prólogo) Black Ink: Literary Legends on the Peril, Power, and Pleasure of Reading and Writing (2018)

## Premios y reconocimientos

### Trabajos galardonados
| Año  | Premio                                                                | Categoría                            | Obra                                         | Resultado | Ref.          |
| ---- | --------------------------------------------------------------------- | ------------------------------------ | -------------------------------------------- | --------- | ------------- |
| 1973 | Premio Nacional del Libro                                             |                                      | Gemini                                       | Nominada  | [ 21 ]        |
| 1996 | Parent's Choice Award                                                 |                                      | The Sun is so Quiet                          | Ganadora  | [ 21 ] [ 22 ] |
| 1998 | Children's Reading Roundtable of Chicago Award                        |                                      | Vacation Time                                | Ganadora  | [ 21 ] [ 22 ] |
| 1998 | Premios NAACP Image                                                   |                                      | Love Poems                                   | Ganadora  | [ 21 ]        |
| 1999 | Premios NAACP Image                                                   |                                      | Blues: For All the Changes                   | Ganadora  | [ 21 ]        |
| 2003 | Premios NAACP Image                                                   | Obra Literaria Excepcional - Ficción | Quilting the Black-Eyed Pea                  | Ganadora  | [ 21 ]        |
| 2004 | Premio Black Caucus de la Asociación de Bibliotecas de Estados Unidos |                                      | Quilting the Black-Eyed Pea                  | Ganadora  | [ 21 ]        |
| 2004 | Premios NAACP Image                                                   | Obra Literaria Excepcional - Ficción | The Collected Poetry of Nikki Giovanni       | Nominada  | [ 23 ]        |
| 2008 | Premios NAACP Image                                                   | Obra Literaria Excepcional - Ficción | Acolytes                                     | Ganadora  |               |
| 2009 | Premio Carter G. Woodson                                              | Elementario                          | Lincoln and Douglass: An American Friendship | Ganadora  | [ 24 ]        |
| 2009 | Premio Moonmbean                                                      | Poesía infantil                      | Hip Hop Speaks to Children                   | Ganadora  | [ 25 ]        |
| 2009 | Premios NAACP Image                                                   |                                      | Hip Hop Speaks to Children                   | Ganadora  |               |
| 2010 | Premios NAACP Image                                                   | Obra Literaria Excepcional - Poesía  | Bicycles                                     | Ganadora  |               |
| 2011 | Premios NAACP Image                                                   | Obra Literaria Excepcional - Poesía  | 100 Best African American Poems              | Ganadora  |               |

### Premios personales
- Llaves de más de 24 ciudades, incluyendo Nueva York, Los Ángeles, Miami y Nueva Orleans
- Marcadores históricos estatales en Knoxville, Tennessee y Lincoln Heights, Ohio[26][27]
- Beca del Fondo Nacional para las Artes (1968)[21]
- Harlem Cultural Council (1969))[21]
- Mujer del Año, Ebony Magazine (1970)[21]
- Mujer del Año, Mademoisélle (1971)[21]
- Mujer del Año, Ladies' Home Journal (1972)[21]
- Premio de la Asociación Nacional de Locutores de Radio y Televisión al Mejor Álbum de Spoken Word, por Truth is on its Way (1972)[21]
- Afiliación Vitalicia y Pergamino, National Council of Negro Women (1974)
- Mujer del año, YWCA de Cincinnati (1983)[22]
- Inducción en el Salón de la Fama de Mujeres de Ohio (1985)[22]
- Mujer Destacada de Tennessee (1985)
- Artista residente Duncanson, Museo Taft (1986)[22]
- Premio Post-Corbett (1986)
- Premio Ohioana Library por Sacred Crows (1988)[22]
- Cecil H. e Ida Green Honors Chair, Texas Christian University (1991)[22]
- Hill Visiting Professor, Universidad de Minnesota (1993)[22]
- Premio del Escritor de Tennessee, Nashville Banner (1994)[21]
- Premio del Gobernador de Tennessee en Humanidades (1996)[22]
- Premio Langston Hughes por Contribuciones Distinguidas a las Artes y Letras, City College (Nueva York) (1996)[22]
- Artista en Residencia. The Philadelphia Clef Club de Jazz y Artes Interpretativas (1996)[22]
- Contributor's Arts Award, Gwendolyn Brooks Center for Black Literature and Creative Writing (1996)[21]
- Premio Living Legacy, Festival de Juneteenth de Columbus, Ohio (1998)[21][22]
- Distinguished Visiting Professor, Johnson & Wales University (1998)[22]
- Universidad de Charleston, Premio Medalle Apalache (1998)[21]
- Cincinnati Bi-Centennial Honoree (1998)[22]
- Premio del Gobernador de Tennessee en Arte (1998)[22]
- National Literary Hall of Fame for Writers of African Descent, the Gwendolyn Brooks Center of Chicago State University (1998)[21]
- Inducida en el Salón de la Fama Literario para Escritores de Descendencia Africana (1999)
- Premio del Gobernador de Virginia para las Artes (2000)[21]
- Rosa Parks Women of Courage Award (2000)[21][22]
- Premio SHero a la Trayectoria Profesional (2002)[22]
- Ingreso en Phi Beta Kappa, sección Delta de Tennessee, Fisk University (2003)[22]
- Premio del Salón de la Fama de Escritores del Este de Tennessee (2004)
- Finalista, Grammy a la mejor palabra hablada (2004)
- Nombrada una de las 25 leyendas vivas de Oprah Winfrey (2005)[28]
- Black Enterprise Premio al Legado de las Mujeres de Poder  (2008)[29]
- Premio Sankofa de la Libertad (2008)[30]
- Premio Ann Franlin (2009)[31]

## Epónimo
El murciélago orejón de Giovanni, también conocido como Micronycteris giovanniae, recibió su nombre en su honor en 2007. El murciélago se encuentra en el oeste de Ecuador y el nombre se le dio «en reconocimiento a su poesía y escritos».